# 特異銀河
特異銀河 (peculiar galaxy) は、大きさ、形、組成等が通常とは異なる銀河である。特異銀河は、銀河同士の相互作用（相互作用銀河）の結果として生じ、典型的な銀河と比べてガスや塵の量、表面輝度等が異なったり、核からの宇宙ジェット等の構造を持つことがある。形は、他の銀河と接近した時に作用する強い重力の影響で、かなり不規則になることがある。いくつかの天体カタログでは、特異銀河は、"p"または"pec"という符号で表わされる。
特異銀河はホルトン・アープによって、アープ・アトラスにマッピングされた。アープは、「このアトラスに収められた銀河の特異性は、摂動、変形、相互作用等が表われたもので、遠すぎて直接実験できない銀河の真の姿を分析することを可能にする」と述べた。